# Liste der Baudenkmale in Belum
In der Liste der Baudenkmale in Belum sind alle Baudenkmale der niedersächsischen Gemeinde Belum aufgelistet.  Die Quelle der IDs und der Beschreibungen ist der Denkmalatlas Niedersachsen. Der Stand der Liste ist der 13. März 2023.

## Allgemein
In den Spalten befinden sich folgende Informationen:
- Lage: die Adresse des Baudenkmales und die geographischen Koordinaten. Kartenansicht, um Koordinaten zu setzen. In der Kartenansicht sind Baudenkmale ohne Koordinaten mit einem roten Marker dargestellt und können in der Karte gesetzt werden. Baudenkmale ohne Bild sind mit einem blauen Marker gekennzeichnet, Baudenkmale mit Bild mit einem grünen Marker.
- Bezeichnung: Bezeichnung des Baudenkmales
- Beschreibung: die Beschreibung des Baudenkmales. Unter § 3 Abs. 2 NDSchG werden Einzeldenkmale und unter § 3 Abs. 3 NDSchG Gruppen baulicher Anlagen und deren Bestandteile ausgewiesen.
- ID: die Objekt-ID des Baudenkmales
- Bild: ein Bild des Baudenkmales, ggf. zusätzlich mit einem Link zu weiteren Fotos des Baudenkmals im Medienarchiv Wikimedia Commons. Wenn man auf das Kamerasymbol klickt, können Fotos zu Baudenkmalen aus dieser Liste hochgeladen werden:

## Belum
| Lage                                  | Bezeichnung          | Beschreibung | ID       | Bild |
| ------------------------------------- | -------------------- | --- | -------- | ---- |
| Kirchplatz 53° 49′ 3″ N, 8° 59′ 41″ O | St. Vitus            | Romanische Saalkirche aus Feldstein mit leicht eingezogenem Rechteckchor unter Dächern in Hohlpfannendeckung und aus der Mittelachse nach Norden gerückten Westturm aus Backstein über quadratischem Grundriss unter Knickhelm mit geschweiften Eckgraten in Schieferdeckung, erbaut um 1200. Die ursprünglichen kleinen Rundbogenfenster an der Nordseite vermauert zu erkennen, wie auch ein Portal am Chor. Um 1500 umfangreiche Ausbesserungen des Turmes und der Ostwand aus Backstein sowie des Dachstuhls. Der gotische Giebel im Osten durch spitzbogige Blenden gegliedert. Große Rundbogenfenster vermutlich im dritten Viertel des 17. Jh. eingefügt. 1669 Turmverblendung instand gesetzt, 1955 erneuert und 1988 Turmmauerwerk zu großem Teil neu aufgeführt. Im Inneren verputzt. Raumabschluss durch Flachdecke mit Holztonne über der Orgel. Ausstattung von 1868: Kanzelaltarwand, Gestühl und Emporen auf der Nord- und Westseite; ein Teil der Kirche im Zuge der Instandsetzungsarbeiten 2019–2022 als Gemeindesaal umgestaltet; Orgel 1783–86. | 31264335 |      |
| Kirchplatz 53° 49′ 4″ N, 8° 59′ 39″ O | St. Vitus (Kirchhof) | Der Kirchhof der St.-Vitus-Kirche liegt in der Ortsmitte auf dem höchsten Punkt einer Dorfwurt. Er umgibt die zentral auf ihm stehende Kirche. | 31264354 |      |
| Kirchplatz 53° 49′ 3″ N, 8° 59′ 39″ O | Gefallenendenkmal    | Sandsteinmonument in Pfeilerform über mehrfach gestuftem Sockel, bekrönt von einem Adler. Errichtet um 1920 als Denkmal für die Gefallenen des Ersten Weltkriegs, nach 1945 ergänzt um Namen der Gefallenen des Zweiten Weltkriegs. | 31264354 |      |

## Kehdingbruch
| Lage                                    | Bezeichnung               | Beschreibung | ID       | Bild           |
| --------------------------------------- | ------------------------- | --- | -------- | -------------- |
| Osterende 59 53° 47′ 3″ N, 8° 58′ 59″ O | St. Jürgen                | Barocke Saalkirche aus Backstein unter Walmdach in Hohlpfannendeckung. Längswände des Schiffes mit hohen Segmentbogenfenstern und durch Lisenen in Rechteckfelder gegliedert. Erbaut 1745. Gegen 1880 Mauerwerk der Süd- und Westseite neu verblendet und die Ostseite neu errichtet. – Im Westen freistehender hölzerner Glockenturm unter Knickhelm mit geschweiftem Eckgraten in Schieferdeckung, errichtet wohl im 17. Jahrhundert. – Im Inneren weiß verputzt. Raumabschluss durch Holzbalkendecke. Unter dem Westteil die heute nicht mehr zugängliche Gruft der Familie von Goeben. – Ausstattung: Kanzelaltar 1754, Kastengestühl 18. Jahrhundert, auf der Westempore Orgel von 1816/17. | 31264395 | Weitere Bilder |
| Osterende 59 53° 47′ 2″ N, 8° 58′ 59″ O | St. Jürgen (Kirchhof)     | Friedhof, u.a. mit Stelen aus dem 17./18. Jh. Von einem Graben umgeben, über den Stege führen. | 31264414 |                |
| Osterende 46 53° 47′ 7″ N, 8° 59′ 7″ O  | Wohn-/ Wirtschaftsgebäude | Zweiständer-Hallenhaus von um 1860 in Fachwerk mit großen Zwerchhaus | 31264433 |                |
| Osterende 52 53° 47′ 6″ N, 8° 59′ 1″ O  | Schmiede                  | Backsteinbau aus der zweiten Hälfte des 19. Jahrhunderts, in den Giebeldreiecken Fachwerk | 31264451 |                |